# RST-code
Een RST-code (Readability-Strength-Tone of Radio-Signaal-Toon) wordt onder radioamateurs internationaal gebruikt als rapport over de kwaliteit van een (analoge) radioverbinding. Voordat de RST-code ontwikkeld was gebruikte men de SINPO-code. Dit rapport vormt een essentieel onderdeel van een ontvangstbevestiging of QSL.

## Opbouw
De code bestaat uit drie cijfers die elk iets zeggen over de kwaliteit van het ontvangen signaal. Dit zijn achtereenvolgens:

### R(eadability)
Readability is een subjectieve beoordeling van de verstaanbaarheid van de modulatie.
|  | Code | Betekenis                |
|  | ---- | ------------------------ |
|  | 1:   | Onverstaanbaar           |
|  | 2:   | Bijna niet verstaanbaar  |
|  | 3:   | Moeilijk verstaanbaar    |
|  | 4:   | Verstaanbaar             |
|  | 5:   | Perfect verstaanbaar     |
|  | Q5:  | Prachtig, onverbeterbaar |

### S(ignaal)
Signaal is een objectieve meting van de signaalsterkte middels de signaalmeter (S-meter) van het ontvangsttoestel, die uiteraard geijkt dient te worden.

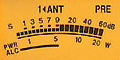
Kenwood TS-480HX
S-meter

|  | Code | Betekenis         |
|  | ---- | ----------------- |
|  | 0:   | Onhoorbaar        |
|  | 1:   | Bijna onhoorbaar  |
|  | 2:   | Heel zwak         |
|  | 3:   | Zwak              |
|  | 4:   | Goed              |
|  | 5:   | Redelijk sterk    |
|  | 6:   | Sterk             |
|  | 7:   | Redelijk krachtig |
|  | 8:   | Krachtig          |
|  | 9:   | Zeer krachtig     |
|  | 9+:  | Prachtig          |

### T(oon)
Toon is een subjectieve beoordeling van de 'toon' van de modulatie. Deze beoordeling kan deels geobjectiveerd worden door middel van een spectrumanalyse.

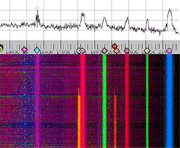
Spectrum Lab radioamateur software

|  | Code | Betekenis                          |
|  | ---- | ---------------------------------- |
|  | 1:   | Ruw                                |
|  | 2:   | Zonder muzikaal karakter           |
|  | 3:   | Lage toon, licht muzikaal          |
|  | 4:   | Licht gerold, half muzikaal        |
|  | 5:   | Muzikaal                           |
|  | 6:   | Gemoduleerd, met vleugje draaggolf |
|  | 7:   | Bijna zuiver, nog wat gemoduleerd  |
|  | 8:   | Zuiver, met vleugje modulatie      |
|  | 9:   | Absoluut zuiver                    |

### V(ideo)
Indien er contact wordt gemaakt met beeld, zoals bij SSTV en ATV dan spreekt men van RSV, de V staat dan voor Video. De beeldkwaliteit wordt dan gewaardeerd met een getal van 1 tot 5.

## Opmerkingen

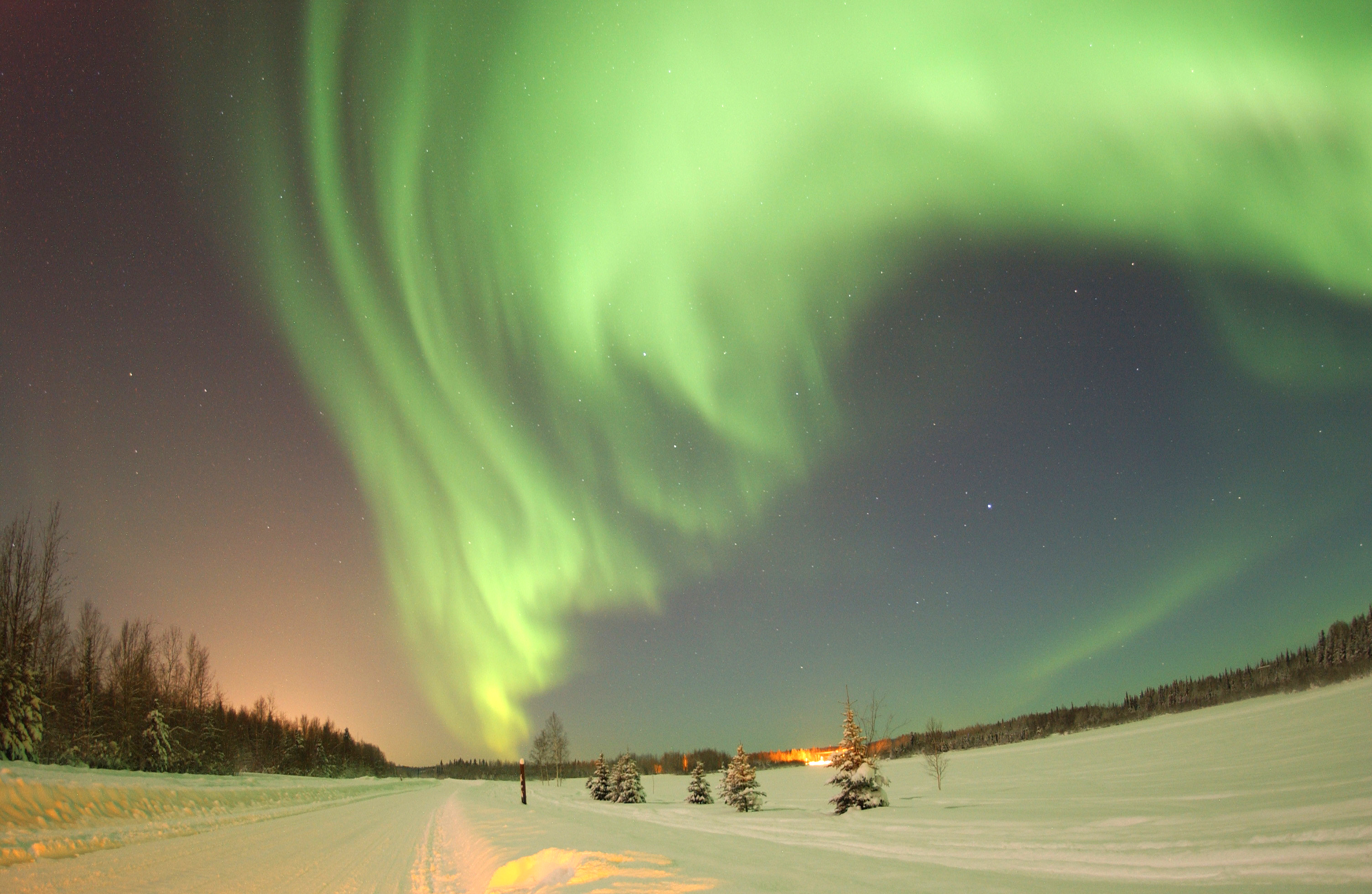
Het Poollicht

- R(eadability) en S(ignaal) zijn over grotere afstanden erg afhankelijk van QRM (menselijke storingen), de atmosferische omstandigheden (propagatie) en QRN (natuurlijke storingen). Deze laatste zijn voornamelijk de normale activiteit van de zon en zonnevlekken, bliksem en het poollicht.
- S(ignaal) kan ook uitgedrukt worden in andere eenheden, bijvoorbeeld dBµV.
- T(oon) wordt soms weggelaten, tenzij de radio-test specifiek om deze instelling draait. Normaal wordt de toon eenmaal correct afgestemd, daarna amper nog gewijzigd.
- Algemeen: veel radioamateurs streven ernaar een zo groot mogelijke R/S-verhouding te verkrijgen bij een zo laag mogelijke S. RST 393, bijvoorbeeld, wordt onder normale omstandigheden niet als grote kunst aangezien.

## Voorbeelden
- RST 599 of RSV 595: perfecte verbinding
- RST 559: perfecte verbinding over een grotere afstand
- RST 432: matige verbinding.